# أجون ميهميتي
أجون ميهميتي (20 نوفمبر 1989 كوسوفو - ) هو لاعب كرة قدم سويدي، يلعب كمهاجم.
لعب مع منتخب السويد تحت 19 عاما والسويد تحت 21 عاما قبل أن يقرر اللعب لألبانيا.

## حياته الخاصة
ولد ميهميتي في مدينة بوديجوفو Podujevo ( كوسوفو) من أصول ألبانية. ثمّ انتقل في سن الثانية مع عائلته إلى فالديمارشفيك بالسويد، واستقروا في وقت لاحق في مالمو.

## وصلات خارجية
أجون ميهميتي على موقع اتحاد السويد (السويدية)
- أجون ميهميتي على موقع اتحاد تركيا (لاعب) (الإنجليزية)
- أجون ميهميتي على موقع قاعدة بيانات كرة القدم.إي يو (الإنجليزية)
- أجون ميهميتي على موقع ناشيونال فوتبول تيمز (الإنجليزية)
- أجون ميهميتي على موقع Soccerway.com (الإنجليزية)
- أجون ميهميتي على موقع عالم كرة القدم.نت (الإنجليزية)
- أجون ميهميتي على موقع AS.com (الإسبانية)